# Bern-Mittelland (region administracyjny)
Bern-Mittelland (niem. Verwaltungsregion Bern-Mittelland) – region administracyjny w Szwajcarii, w kantonie Berno, o pow. ok. 943 km², zamieszkany przez ok. 418 tys. osób. Powstał 1 stycznia 2010.

## Podział administracyjny
W skład regionu wchodzi jeden okręg (Verwaltungskreis) Bern-Mittelland.